# Guldental
Guldental est une municipalité allemande située dans le land de Rhénanie-Palatinat et l'arrondissement de Bad Kreuznach.

## Personnalités
- Julia Klöckner, née le 16 décembre 1972 à Bad Kreuznach, est une femme politique allemande membre de l'Union chrétienne-démocrate d'Allemagne (CDU). Elle a par ailleurs été élue reine locale du vin (Naheweinkönigin) en 1994, puis reine du vin allemand (Deutsche Weinkönigin) un an plus tard[1].

## Jumelages
- Cleebourg (France) depuis 1988[2]